# Chèque emploi service universel
Der Chèque emploi service universel, kurz CESU (auf Deutsch etwa: universeller Dienstleistungsscheck) ist ein Zahlungsmittel für hausarbeits- oder personenbezogene Dienstleistungen im eigenen Haushalt und für familienunterstützende Dienstleistungen in Frankreich. Es besteht in dieser Form seit dem 1. Januar 2006.
Der CESU dient u. a. der Förderung des Sektors der haushaltsnahen Dienstleistungen und dazu, möglichst den „Zugang möglichst vieler zu qualitativ hochwertigen Dienstleistungen“ zu erleichtern, der Familienförderung, der Professionalisierung haushaltsnaher Dienstleistungen und dem Sozialversicherungsschutz für Arbeitnehmer, ebenso wie der Vermeidung von Schwarzarbeit. Zu den Dienstleistungen, die durch den CESU bezahlt werden können, gehören beispielsweise Reparaturen, Hilfe im Haushalt, Einkäufe, Lieferservice, Babysitting, Nachhilfe, Gärtnerarbeiten, sowie verschiedene Arten der Unterstützung für Kinder, Ältere, Pflegebedürftige und Behinderte. Mit dem CESU werden neben der Entgeltzahlung zugleich die Beiträge zur Sozialversicherung abgerechnet.
Frankreich gilt als das Land mit der längsten Erfahrung mit dem Instrumentarium von Dienstleistungsschecks für haushaltsnahe und familienunterstützende Dienstleistungen (siehe auch Abschnitt „Vorgänger“).

## Modalitäten
Der CESU existiert in zwei Formen: erstens als durch Banken erhältlicher Scheck (CESU déclaratif) und zweitens als vorfinanzierter Gutschein (CESU préfinancé):
- Der CESU déclaratif (auch: CESU bancaire) wird durch Banken ausgegeben und wie ein Scheck zur Zahlung verwendet; er wird zusammen mit einem Scheckheft ausgegeben. In das Scheckheft trägt derjenige, der die Dienstleistung erhält (d. h. der Arbeitgeber), die Sozialversicherungsnummer des Dienstleistenden (d. h. des Arbeitnehmers) ein. Nach Einreichen der Schecks durch den Arbeitnehmer bzw. des Scheckhefts durch den Arbeitgeber werden Entgeltzahlungen und Sozialabgaben über Bankkonten abgerechnet. Der Arbeitgeber kann die Ausgaben bis zu einer Grenze von 12.000 Euro zur Hälfte steuermindernd geltend machen, also mit einem Steuervorteil bis zu 6.000 Euro. Diese Grenze erhöht sich um 3.000 Euro (1.500 Euro Steuervorteil) pro im Haushalt lebenden Kind und ggf. für weitere Personen.[3][4]
- Den CESU préfinancé (auch: titre CESU) ist ein namentlich ausgestellter Gutschein. Der ihn vorfinanzierende private oder öffentliche Arbeitgeber des Arbeitgebers hat hierfür steuerlich sehr günstige Bedingungen.[1]

Die Höhe des Entgelts ist durch Arbeitgeber und Arbeitnehmer festzulegen; er beträgt jedoch mindestens den Mindestlohn (salaire minimum interprofessionnel de croissance), erhöht um 10 % als pauschale Zahlung im Hinblick auf einen bezahlten Jahresurlaub.

## Vorgänger
Vorgänger des CESU waren der chèque emploi service (CES) und der titre d'emploi service (TES) seit 1993 bzw. 1996.